# Оранжерейная улица (Пушкин)
Оранжере́йная улица — улица в городе Пушкине (Пушкинский район Санкт-Петербурга). Проходит от Садовой улицы до бульвара Алексея Толстого. Далее переходит в Железнодорожную улицу.

## История
Название Оранжерейная улица появилось в начале XIX века. Оно связано с Большой оранжереей Екатерининского парка (дом 2). Первоначально проходила от Садовой улицы до Октябрьского бульвара. К началу XX века она стала длиннее на 500 м — её продлили до бойни, располагавшейся возле нынешнего перекрёстка с Ленинградской улицей.
23 апреля 1923 года Оранжерейную переименовали в улицу Коминте́рна — в честь III Коммунистического интернационала.
В 1950-х годах улицу продлили до Ахматовской улицы, а в 1960-х — до бульвара Алексея Толстого.
7 июля 1993 года улице Коминтерна вернули историческое название — Оранжерейная улица.
В настоящее время[когда?] ведётся реконструкция Большой оранжереи для нужд Аграрного университета.

## Перекрёстки
- Садовая улица
- Средняя улица
- Малая улица
- Московская улица (юго-западный проезд Соборной площади)
- Пушкинская улица (северо-восточный проезд Соборной площади)
- Магазейная улица
- Октябрьский бульвар
- Новая улица
- Ленинградская улица
- Ахматовская улица
- бульвар Алексея Толстого / Железнодорожная улица

## Здания и сооружения
По нечётной стороне
- № 1 — Дворцовые теплицы
- № 5 — дом Моталёвых
- № 7, 9 — усадьба Моталёвой
- № 11/29 — дом Калашниковой
- № 17/27 — дом М. В. Васильева
- № 19/18 — дом Родакса
- № 21 — дом Емельянова
- № 23 — дом Г. Малышева
- № 27 — дом Измайловой
- № 29/23 — дом Звегинцева
- № 31/34 — усадьба Раевского
- № 37/50 — дом Теплова
- № 49/20 — Алексеевский приют

По чётной стороне
- № 2/14 — Большая оранжерея
- № 6/17 — дом Малышева
- № 8/26 — усадьба Брылкина
- № 16, 20 — усадьба Телятникова

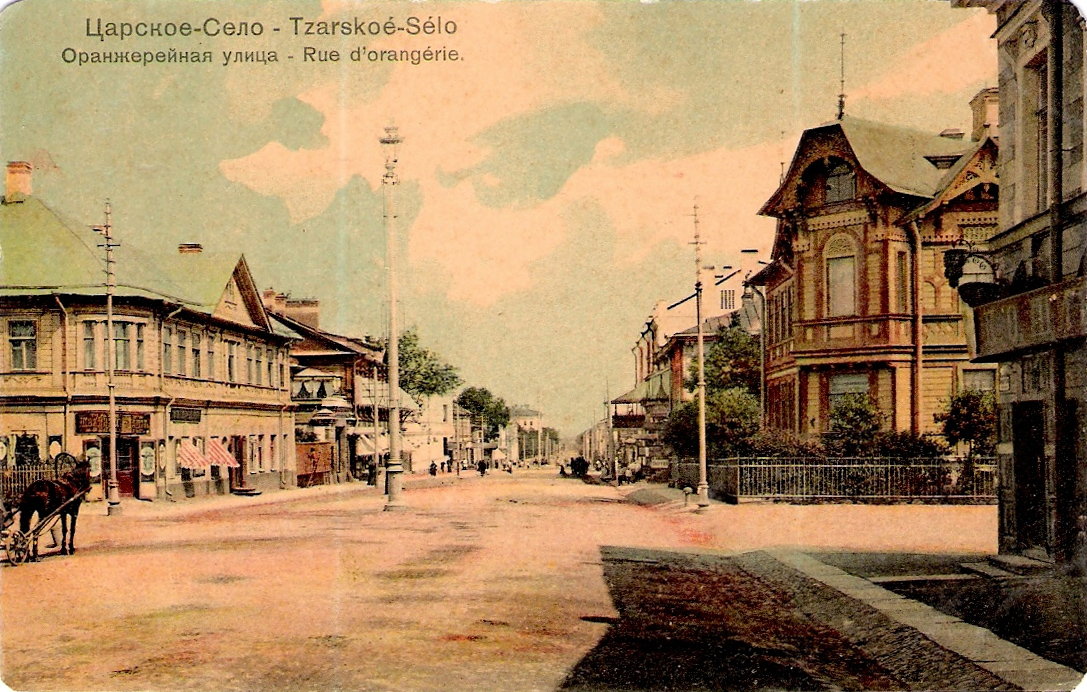
Исторический вид Оранжерейной улицы

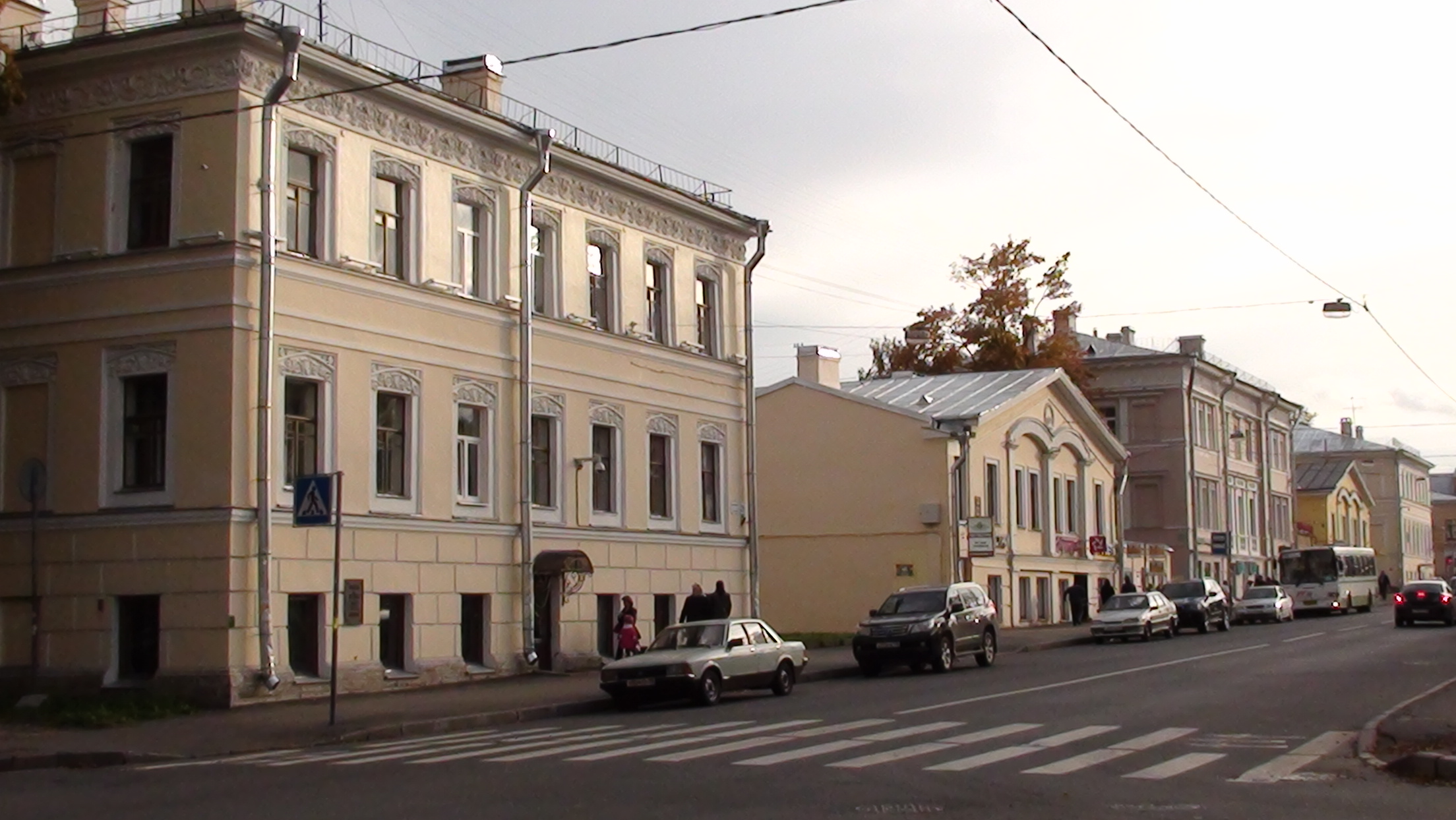
Оранжерейная улица, дома откупщиков (Звегинцева, Измайловых, Малышевых, Емельянова, Родакса)

- № 24/32 — жилой дом полицейских чинов
- № 40/18 — Мужское городское училище